# Dirphia rubricauda
A mariposa-marte ou mariposa-de-cauda-vermelha (Dirphia rubricauda Bouvier, 1929) é uma grande mariposa da família Saturniidae, que inclui as mariposas-gigantes-do-bicho-da-seda. A espécie é registrada no Brasil, com ocorrências confirmadas no Distrito Federal, Goiás, Tocantins, Minas Gerais, Bahia, Ceará, Maranhão, Paraíba, Pernambuco e Piauí. Fora do território brasileiro, há registros no Paraguai. Caracteriza-se por seu grande porte e pelas cores contrastantes, especialmente a coloração vermelha nas asas posteriores, que dá origem ao seu nome comum.

## Taxonomia e Nomenclatura
A espécie Dirphia rubricauda foi descrita cientificamente em 1929 pelo entomólogo francês Eugène Louis Bouvier. Pertence à família Saturniidae, dentro da ordem Lepidoptera, que agrupa mariposas e borboletas. Como saturniídeo, pertence a um grupo conhecido pelo grande porte e, em muitas espécies, pelas cores vistosas ou padrões que imitam olhos nas asas — embora Dirphia rubricauda apresente coloração mais discreta, favorecendo sua camuflagem em troncos e folhagens secas.
O nome específico rubricauda é derivado do latim ruber ("vermelho") e cauda ("cauda", "parte posterior"), fazendo referência à coloração avermelhada característica das asas posteriores dessa mariposa.

### Nomes populares
No Brasil, a espécie é conhecida por nomes populares ainda pouco padronizados:
- Mariposa-de-cauda-vermelha: referência direta à coloração das asas posteriores.
- Mariposa-marte: nome sugerido por entusiastas da entomologia, popularizado em plataformas de ciência cidadã como o iNaturalist. O nome remete à coloração avermelhada associada simbolicamente ao planeta Marte.

Ambos os nomes são de uso restrito e não oficializados por publicações científicas, mas têm sido empregados informalmente para facilitar a identificação e comunicação sobre a espécie.

## Distribuição Geográfica
A Dirphia rubricauda é uma espécie de mariposa amplamente distribuída em áreas tropicais e subtropicais da América do Sul, com maior concentração de registros no território brasileiro. No Brasil, sua ocorrência é mais comum no bioma do Cerrado, abrangendo os estados de Goiás, Distrito Federal e Tocantins, onde as condições de vegetação e clima favorecem seu desenvolvimento.
Além do Cerrado, a espécie também está presente em regiões do Nordeste, com registros documentados nos estados do Ceará e Piauí, que possuem predominância da Caatinga e áreas de transição com o Cerrado, assim como nos estados do Maranhão, Pernambuco, Paraíba e Bahia, que apresentam biomas variados, incluindo Caatinga, Mata Atlântica e áreas de transição.
No Sudeste, há registros confirmados em áreas de transição de vegetação, especialmente no estado de Minas Gerais, que abriga principalmente o bioma Cerrado e remanescentes da Mata Atlântica.
Fora do Brasil, a D. rubricauda foi registrada no Paraguai, particularmente no departamento de Concepción, indicando sua capacidade de adaptação a ambientes subtropicais.
Essa distribuição geográfica sugere que a espécie possui ampla tolerância ecológica, sendo capaz de ocupar diferentes tipos de vegetação, desde matas secas até áreas de floresta aberta e cerradões.

## Descrição
A Mariposa-Marte apresenta dimorfismo sexual pouco evidente. Os adultos possuem asas largas, com envergadura variando entre 6 e 9 cm. As asas anteriores exibem coloração marrom-ferrugem, acobreada ou acastanhada, frequentemente com reflexos avermelhados, especialmente nas fêmeas. Apresentam ainda padrões discretos de manchas e linhas que favorecem a camuflagem em ambientes arborizados. As asas posteriores destacam-se por uma extensão alongada de coloração que varia do vermelho intenso ao vermelho-alaranjado, característica que dá origem ao nome da espécie (''rubricauda'', que significa “cauda vermelha”). A matiz avermelhada, geralmente mais pronunciada na região distal das asas posteriores, realça a impressão de “cauda vermelha” quando a mariposa repousa com as asas abertas.
As antenas dos machos são bipectinadas, ramificadas para captar feromônios, enquanto as das fêmeas são mais simples. As peças bucais são vestigiais, ou seja, muito reduzidas e não funcionais, tornando os adultos incapazes de se alimentar, característica comum aos Saturniídeos adultos.
Fotografias de campo reforçam essas características, mostrando indivíduos adultos repousando em superfícies amadeiradas, onde tornam-se praticamente imperceptíveis. Por exemplo, o iNaturalist conta com diversos registros da espécie.
As características gerais aqui apresentadas são aprofundadas na seção seguinte, que detalha a morfologia de cada estágio do ciclo de vida de Dirphia rubricauda, incluindo ovos, larvas, pupas e adultos.

## Morfologia
A seguir, são descritos aspectos morfológicos específicos de Dirphia rubricauda, detalhando as particularidades de cada fase do seu desenvolvimento.

### Ovo
Os ovos de Dirphia rubricauda são esféricos, de superfície lisa e coloração variando do esbranquiçado ao creme. Medem aproximadamente 1 mm de diâmetro e são depositados em massas organizadas, geralmente na face inferior das folhas das plantas hospedeiras. O período de incubação varia de 8 a 15 dias, dependendo das condições ambientais.

### Larva
A lagarta apresenta corpo alongado, com coloração predominante verde-clara a amarelada, podendo exibir faixas longitudinais mais escuras ou pontos discretos em alguns indivíduos. É recoberta por cerdas urticantes dispostas em tufos regulares ao longo dos segmentos corporais. Essas cerdas são ocas e conectadas a glândulas produtoras de toxinas, liberadas por ruptura mecânica, conferindo ação urticante. As lagartas alcançam entre 4 e 6 cm no último ínstar, completando cinco a seis ínstares (mudas) durante o desenvolvimento.
Características notáveis das larvas:
- Cerdas urticantes: distribuídas de forma simétrica, em anéis ao redor do corpo.
- Aparência: corpo robusto, com cabeça pouco distinta do tórax e abdômen.
- Defesa: toxinas causam dor, vermelhidão, prurido, edemas e, em casos mais graves, sintomas sistêmicos como febre ou náusea.[6]

### Pupa
A pupa é formada dentro de um casulo denso e resistente, construído com seda misturada a fragmentos vegetais ou folhas secas. Sua coloração varia entre marrom-escura e negra, conferindo camuflagem no ambiente natural. Pode entrar em diapausa e permanecer inativa por vários meses, especialmente em períodos desfavoráveis.

### Adulto
Os adultos apresentam asas largas, com envergadura entre 6 e 9 cm. As asas anteriores são alongadas, de coloração marrom-ferrugem, acobreada ou acastanhada, frequentemente com reflexos avermelhados. Possuem linhas e manchas discretas que favorecem a camuflagem. As asas posteriores são menores, com prolongamento em forma de cauda e coloração variando do vermelho vivo ao alaranjado, mais acentuada na região distal.
Cabeça: pequena, com olhos compostos bem desenvolvidos. As peças bucais são vestigiais, tornando o adulto incapaz de se alimentar.
Antenas: bipectinadas nos machos (ramificadas em ambos os lados), adaptadas para a detecção de feromônios. Nas fêmeas, as antenas são menos ramificadas, refletindo diferenças comportamentais na busca por parceiros.
Tórax: robusto, recoberto por escamas finas que conferem textura aveludada.
Pernas: três pares de pernas torácicas, com tarsos terminando em garras, adaptadas para aderência a superfícies rugosas.
Abdômen: volumoso, mais desenvolvido nas fêmeas devido à necessidade de abrigar os ovos.

## Biologia e Ciclo de Vida
Dirphia rubricauda apresenta ciclo de vida completo, com metamorfose holometábola, típico dos lepidópteros, composto pelas fases de ovo, larva, pupa e adulto. Como ocorre com outros membros da família Saturniidae, seu desenvolvimento e comportamento são fortemente influenciados pelas condições ambientais, como temperatura, umidade e disponibilidade de plantas hospedeiras. O ciclo completo pode durar de um mês e meio a três meses, dependendo das condições ambientais.

### Ovos
Os ovos são pequenos, esféricos, de superfície lisa e coloração branco-amarelada, medindo cerca de 1 mm de diâmetro. São depositados em massas organizadas, geralmente na face inferior das folhas das plantas hospedeiras, em locais protegidos da exposição direta ao sol e à chuva. Cada fêmea pode colocar dezenas a centenas de ovos ao longo da vida. O período de incubação varia de 8 a 15 dias, estimativa compatível com o ciclo de Saturniídeos tropicais.

### Fase larval
A fase larval é a mais longa e biologicamente ativa do ciclo, responsável por toda a alimentação e acúmulo de reservas energéticas necessárias para a metamorfose e vida adulta. As lagartas possuem corpo verde-claro a amarelado, recoberto por cerdas urticantes dispostas em tufos organizados em anéis ao longo dos segmentos corporais. Essas cerdas são ocas e ligadas a glândulas produtoras de toxinas, que provocam reações urticantes em humanos.
Durante esse estágio, as lagartas passam por cinco a seis ínstares, aumentando gradativamente de tamanho até atingir cerca de 6 cm de comprimento no último estágio. A fase larval dura de 3 a 5 semanas.

### Pupação
Ao término do desenvolvimento larval, a lagarta busca locais protegidos para a construção do casulo, geralmente no solo, sob a serapilheira, ou entre folhas secas e ramos caídos. O casulo é espesso e resistente, construído com seda produzida pelas glândulas labiais e misturada a fragmentos vegetais, conferindo camuflagem natural e proteção contra predadores e intempéries. No interior do casulo ocorre a pupação. A pupa, de coloração marrom-escura a negra, permanece imóvel durante esse período, que pode variar de 2 a 8 semanas, variando conforme temperatura e umidade.
Caso as condições ambientais sejam desfavoráveis, como períodos de seca ou frio intenso, a pupa pode entrar em diapausa, estado de dormência que prolonga essa fase por vários meses, garantindo a sobrevivência até a retomada de condições ideais.

### Fase adulta
A fase adulta é breve e voltada exclusivamente à reprodução. As mariposas emergem com asas largas e coloração característica: asas anteriores em tons de marrom-ferrugem, acobreado ou acastanhado, frequentemente com reflexos avermelhados; asas posteriores menores, com prolongamento em forma de cauda e coloração variando do vermelho vivo ao alaranjado, especialmente na região distal.
Os adultos possuem peças bucais atrofiadas e não se alimentam. Vivem apenas o tempo necessário para a cópula e postura dos ovos, com longevidade estimada entre 4 e 14 dias. Os machos, dotados de antenas bipectinadas, localizam as fêmeas por meio da detecção de feromônios sexuais. Após o acasalamento, a fêmea realiza a postura e ambos morrem logo em seguida.

### Resumo das durações das fases
| Estágio             | Duração estimada                     |
| ------------------- | ------------------------------------ |
| Ovo                 | 8 a 15 dias                          |
| Larva               | 3 a 5 semanas                        |
| Pupa                | 2 a 8 semanas (ou meses em diapausa) |
| Adulto              | 4 a 14 dias                          |
| Ciclo total (ideal) | 1,5 a 3 meses                        |

Observação: A biologia detalhada do ciclo de vida de D. rubricauda ainda é pouco documentada na literatura científica. Por isso, muitas informações apresentadas foram inferidas a partir de estudos realizados com outras espécies da família Saturniidae, às quais esta espécie está relacionada.

## Hábitos e Comportamento
Dirphia rubricauda é uma mariposa de hábitos noturnos, que concentra suas atividades nas primeiras horas da noite. Durante o dia, os adultos permanecem imóveis, aproveitando a coloração e padrões das asas para se camuflar entre folhas secas, galhos e troncos, o que lhes confere proteção contra predadores visuais.
A fase adulta é marcada por intensa atividade reprodutiva. Os machos utilizam suas antenas bipectinadas para detectar feromônios liberados pelas fêmeas, guiando-os até potenciais parceiras para o acasalamento, que ocorre durante a noite e pode durar várias horas. Após o acasalamento, as fêmeas buscam cuidadosamente folhas adequadas para a oviposição, preferindo a face inferior das folhas para proteger os ovos contra predadores e condições ambientais adversas.
Durante a fase larval, as lagartas apresentam inicialmente um comportamento gregário, formando pequenos grupos que auxiliam na proteção contra predadores por meio do efeito de grupo. Com o avanço dos estágios larvais, elas tornam-se progressivamente solitárias, dispersando-se para reduzir a competição por alimento e diminuir a exposição a riscos.
Um hábito defensivo importante é o uso das cerdas urticantes presentes no corpo das lagartas. Essas estruturas liberam toxinas que causam irritação em predadores e humanos, funcionando como uma eficiente barreira química. A coloração aposemática das larvas, com padrões vivos e contrastantes, serve como um alerta visual adicional para predadores em potencial.
Os adultos demonstram comportamentos de repouso que incluem o enrolamento parcial do abdômen e movimentos discretos da cabeça, possivelmente relacionados à camuflagem ativa e à vigilância do ambiente. Embora essas manifestações ainda careçam de estudos científicos específicos, observações de campo indicam que tais comportamentos podem aumentar as chances de sobrevivência da mariposa ao reduzir a detecção por predadores.
A dispersão de D. rubricauda é limitada pela curta duração do estágio adulto, que varia entre poucos dias a cerca de duas semanas. Durante esse período, os adultos focam quase exclusivamente na reprodução, limitando os deslocamentos para áreas próximas ao local onde emergiram.

## Plantas Hospedeiras
Embora não haja uma lista definitiva, qs lagartas de Dirphia rubricauda alimentam-se das folhas de diversas espécies vegetais nativas do Cerrado e de florestas tropicais brasileiras, demonstrando certa flexibilidade na escolha das plantas hospedeiras. Preferem árvores e arbustos com folhas macias e nutritivas, fundamentais para seu desenvolvimento larval. 
Entre as principais plantas hospedeiras registradas estão:
- Myrciaria spp. e Eugenia spp. (Myrtaceae), incluindo jabuticabeiras e outras mirtáceas;
- Bauhinia forficata e Erythrina falcata (Fabaceae), popularmente conhecidas como pata-de-vaca e mulungu;
- Alibertia concolor e Alibertia micrantha (Rubiaceae);
- Luehea candida (Malvaceae);
- Hirtella racemosa (Chrysobalanaceae);
- Calycophyllum candidissimum (Rubiaceae).

Essas espécies fornecem alimento às lagartas durante seu desenvolvimento, até a fase de pupação. A diversidade de hospedeiras reflete a ampla distribuição da mariposa e sua capacidade de adaptação a diferentes ambientes vegetais.

## Ecologia e relações ecológicas
D. rubricauda desempenha um papel importante nos ecossistemas onde ocorre, principalmente por sua atuação como herbívora folívora durante a fase larval. Ao consumir folhas de diversas plantas hospedeiras, influencia a dinâmica de crescimento e regeneração dessas espécies vegetais, podendo afetar a composição e a estrutura das comunidades vegetais locais.
Além disso, D. rubricauda é parte da cadeia alimentar, servindo de alimento para predadores naturais como aves insetívoras, pequenos mamíferos e artrópodes predadores. Suas lagartas, dotadas de cerdas urticantes, apresentam defesa química que pode reduzir a predação, mas não a elimina completamente.
A espécie também interage com parasitoides, principalmente vespas e moscas da família Tachinidae, cujas larvas se desenvolvem dentro das lagartas ou pupas, contribuindo para o controle populacional natural da mariposa.
Essas interações ecológicas evidenciam a importância da D. rubricauda na manutenção do equilíbrio ambiental, participando de processos essenciais de herbivoria, predação e parasitismo. Dessa forma, a espécie participa de diversas relações tróficas, contribuindo para a manutenção da biodiversidade local.

## Relação com o ser humano
Apesar de não possuir importância econômica direta, Dirphia rubricauda estabelece algumas relações pontuais com o ser humano, especialmente no contexto de acidentes ocasionais, interesse científico e educação ambiental.
As lagartas da espécie possuem cerdas urticantes conectadas a glândulas que liberam toxinas ao contato. Essas estruturas podem provocar reações dermatológicas em humanos, como dor, vermelhidão, coceira, inchaço e, em casos mais severos, febre e mal-estar generalizado. Embora não haja registros de acidentes graves ou fatais relacionados à espécie, recomenda-se cautela ao manipular exemplares na fase larval, utilizando luvas ou ferramentas apropriadas para evitar o contato direto com as cerdas.
Por outro lado, a espécie desperta interesse entre entusiastas da entomologia e colecionadores de lepidópteros, devido ao seu porte, coloração contrastante e padrão de asas posterior característico. Além disso, tem sido frequentemente registrada em plataformas de ciência cidadã, como o iNaturalist, contribuindo para o conhecimento sobre sua distribuição e biologia.
No campo da educação ambiental, D. rubricauda é um exemplo relevante para abordar temas como mimetismo, defesa química, ciclos de vida dos insetos e relações ecológicas em ecossistemas tropicais e subtropicais. Observações de seu comportamento e desenvolvimento também auxiliam na compreensão da diversidade e complexidade dos lepidópteros brasileiros.

## Conservação
Atualmente, Dirphia rubricauda não consta em listas oficiais de espécies ameaçadas de extinção, como a Lista Vermelha da União Internacional para a Conservação da Natureza (IUCN) ou as listas nacionais brasileiras. A ausência de estudos populacionais específicos e a escassez de dados formais sobre sua ecologia dificultam a avaliação precisa de seu estado de conservação.
Entretanto, como muitas espécies de lepidópteros tropicais, D. rubricauda pode ser indiretamente afetada por processos de degradação ambiental, como o desmatamento, a fragmentação de habitats e o uso indiscriminado de agrotóxicos. Sua dependência de áreas preservadas, especialmente no Cerrado e em regiões de vegetação de transição, torna-a potencialmente vulnerável às mudanças no uso da terra e à perda de biodiversidade vegetal, incluindo as plantas hospedeiras de suas lagartas.
Apesar da falta de dados oficiais, observações e registros em plataformas de ciência cidadã, como o iNaturalist, têm contribuído para o mapeamento da distribuição da espécie e para o conhecimento de aspectos de sua biologia e ecologia. Tais iniciativas são relevantes para futuras ações de conservação e reforçam a importância da preservação dos habitats nativos para a manutenção da diversidade de Saturniidae no Brasil e na América do Sul.

## Considerações finais
Dirphia rubricauda é uma espécie relevante tanto do ponto de vista ecológico quanto médico. Sua presença pode ser indicativa da integridade ambiental de biomas como o Cerrado, reforçando seu papel como parte da biodiversidade regional. Por outro lado, o potencial urticante das larvas exige atenção de populações humanas em áreas onde a espécie é encontrada.
Ainda são necessários estudos mais aprofundados sobre sua ecologia, toxicologia, plantas hospedeiras e distribuição, especialmente diante dos impactos das mudanças climáticas e da crescente fragmentação de habitats naturais.